# Rolf Bock
Rolf Bock (* 5. Februar 1937; † 17. Januar 2022) war ein deutscher Fußballspieler und -trainer.
Als Aktiver war er ein offensiver Mittelfeldspieler bei Rheine 09 und der SG Gronau. In Gronau war er Spielertrainer und führte die Mannschaft bis in die Landesliga. Ferner war er Initiator und Gründungsmitglied des TuS St. Arnold in Neuenkirchen.
Er wurde an der Sporthochschule in Köln zum Sport- und Fußball-Lehrer ausgebildet und trainierte bei Borussia Dortmund zunächst die Amateure und steigt dann zum Co-Trainer auf. Er trainierte die Profis in der Schlussphase der Bundesligasaison 1980/81, nachdem Udo Lattek nach dem Tod seines Sohnes aus dem Vertrag entlassen wurde.
Am 18. Januar 1983 übernahm er in der 2. Liga Rot-Weiss Essen, sicherte den Klassenerhalt, wurde aber in der neuen Saison am 12. Oktober 1983 entlassen.
2001 gründete er seine Fußballschule und fand im SV Stockum einen Kooperationspartner.